# 하동 법성선원 대방광불화엄경소
하동 법성선원 대방광불화엄경소(河東 法成禪院 大方廣佛華嚴經䟽)는 대한민국 경상남도 하동군 옥종면, 법성선원에 있는 불경이다. 2015년 10월 29일 경상남도의 문화재자료 제598호로 지정되었다.

## 개요
대방광불화엄경소(大方廣佛華嚴經䟽)는 대승경전의 하나인 ｢화엄경(周本)｣을 저본으로 당나라 징관(澄觀)이 주소(註疏)하고, 여기에 송나라 정원(淨源)이 주해한 경전이다. ｢화엄경소」는 1556년에 귀진사(歸眞寺)에서, 1635년에 송광사(松廣寺)에서, 그리고 1686년에 영각사(靈覺寺)에서 판각되었다.
이 책은 ‘3권(권76~78) 1책’의 목판본(木板本)으로, 제첨 서명은 ‘대방광불화엄경소(大方廣佛華嚴經䟽)’이며, 권수제(卷首題)는 ‘대방광불화엄경소(大方廣佛華嚴經䟽)’로 확인된다. 판심제(版心題)는 ‘화(華)’로 확인된다. 판식(版式)은 사주단변(四周單邊), 반곽(半郭)의 크기는 세로21.1cm에 가로17.0cm이며, 계선이 있고(有界), 6행(行) 15자(字)로 배열되어 있다.
또한 ‘1635년’이라는 명확한 간행 기록(刊記)과 ‘송광사’라는 간행장소가 확인되며, 시주자들을 알 수 있는 기록들이 남아 있고 본문의 인출 및 보관상태가 양호한 책이다.
비록 임진왜란(1592) 이후에 간행되었지만 우리나라 화엄종의 근본경전인 ｢법화경｣과 함께 한국의 불교사상을 확립하는데 중요한 영향을 끼친 경전이다.

## 같이 보기
- 하동 청계사 대방광불화엄경소 (경상남도 유형문화재 제554호)

## 참고 자료
- 하동 법성선원 대방광불화엄경소 - 국가유산청 국가유산포털